# 荒神社 (高山市)

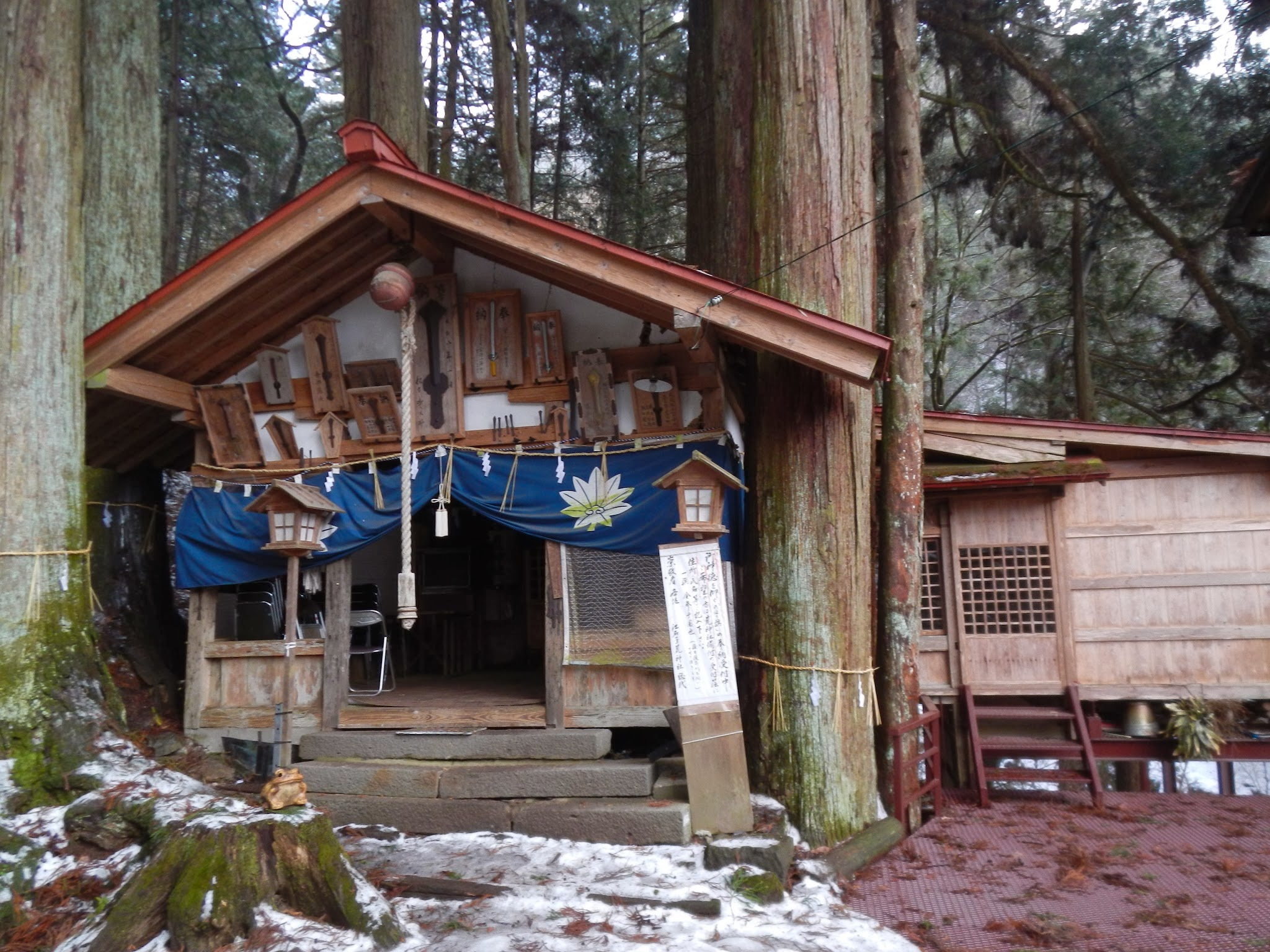
荒神社

荒神社（こうじんじゃ）は岐阜県高山市江名子町にある神社である。「あらがみしゃ」「あらじんじゃ」とも呼称される。
飛騨国大野郡の式内社、荏名神社の論社である。式内・荏名神社は同じ高山市江名子町の荏名神社とされているが、これは文化12年（1815年）、高山の国学者田中大秀が、江名子町の稲置（いなき）の森にあった子安大明神を、「荏名」が「胞衣」と解釈されたためだとして式内・荏名神社に比定したものである。現在も荒神社が荏名とする説が強い。
宮川の支流、江名子川の上流に位置する。江名子という地名が荏名から転じたという説がある。
創建時期は不明だが、かつては女人禁制の聖地であったという。

## 祭神
- 火結神
- 火之夜藝速男神
- 奧津日子神
- 奧津日賣神

## 例祭
- 4年に1度（閏年の1月7日前後の土・日曜日）に行われる祭り。あまざけ祭りともいう。
- 元々は陰暦閏年の11月18日であったが、明治以降新暦になってからは閏年1月7日に変更された。現在の日程になったのは戦後である。
- 甘酒と五穀餅（米、麦、大豆、栗、小豆）が参拝者にふるまわれる。
- かつては、田んぼに注連縄を張り、焚火で飯を炊いてその場所で甘酒を仕込み、さめないようにして一夜その田んぼに置いて、翌朝甘酒の出来具合でその年の豊凶を占っていた。現在は上江名子公民館の前で甘酒を仕込む。

## 文化財
- 荒神社の夫婦スギ（市指定天然記念物）[1]

## 交通
- 高山本線高山駅より南東へ約5km。
  - 飛騨ふる里トンネルの北、約1km。